# Julio César Balerio
Julio César Balerio Correa (Piriápolis, 19 avril 1958 – Montevideo, 24 juin 2013) est un joueur de football uruguayen naturalisé péruvien. 
Surnommé El Viejo (« l'ancien »), il évoluait au poste de gardien de but avant de devenir entraîneur.

## Biographie

### Carrière de joueur

#### En club
Julio César Balerio fait ses débuts en 1re division d'Uruguay en 1980 au sein du CA Rentistas, avant de passer au CA Bella Vista en 1982.
Sa carrière à l'étranger commence en Argentine, à Boca Juniors (1984-1986), et se poursuit au Racing Club (1986-1989), équipe avec laquelle il remporte les Supercopa Sudamericana et Supercopa Interamericana (it), toutes deux en 1988.
Il a également joué pour le Club Blooming, en Bolivie, au début des années 1990 avant d'arriver au Pérou en 1993, au sein du modeste Deportivo SIPESA, avec lequel il réussit à se qualifier pour les quarts de finale de la Copa CONMEBOL.
Mais c'est au sein du Sporting Cristal (1994-1998) qu'il atteint la consécration en remportant trois championnats du Pérou d'affilée en 1994, 1995 et 1996. Il emmène également son équipe en finale de la Copa Libertadores en 1997. Il met fin à sa carrière de joueur sous le maillot du Sporting Cristal en 1998.

#### En équipe nationale
Naturalisé péruvien en 1996, Julio César Balerio est convoqué par le sélectionneur Juan Carlos Oblitas en vue des éliminatoires à la Coupe du monde 1998. Il compte 17 matchs en équipe du Pérou entre 1996 et 1997 (15 buts encaissés).

### Décès
Victime d'un infarctus, Julio César Balerio s'éteint le 24 juin 2013 à Montevideo. Il avait 55 ans.

## Palmarès

### Joueur
| Sporting Cristal - Championnat du Pérou (3) : - Champion : 1994, 1995 et 1996. - Finaliste : 1997 et 1998. - Copa Libertadores : - Finaliste : 1997. | Racing Club - Supercopa Sudamericana (1) : - Vainqueur : 1988. - Supercopa Interamericana (it) (1) : - Vainqueur : 1988. - Recopa Sudamericana : - Finaliste : 1989. |

### Entraîneur
CA Rentistas
- Championnat d'Uruguay D2 (2) :
  - Champion : 2003 et 2011[5].